# Kenny Logan
Kenneth McKerrow Logan (Stirling, 3 aprile 1972) è un ex rugbista a 15 internazionale per la Scozia, in carriera attivo nel ruolo di tre quarti ala.
Militante a livello professionistico a Londra e Glasgow, vanta 70 presenze internazionali e tre partecipazioni alla Coppa del Mondo; al 2023 è uno dei componenti della squadra scozzese che vanta la più recente vittoria nel Cinque Nazioni.

## Biografia
Nato in una famiglia di agricoltori proprietaria di 300 acri di terreno (~130000 m²) a Stirling, divenne a 20 anni atleta di interesse nazionale, tanto da essere messo sotto osservazione dal management tecnico della federazione scozzese in ottica di inserimento nella prima squadra in vista del tour del 1992 in Australia; il 21 giugno di quello stesso anno debuttò a Brisbane contro gli Wallabies.
Nel 1995 fece parte della squadra scozzese che partecipò alla Coppa del Mondo in Sudafrica e nel 1996, con l'introduzione del professionismo nella disciplina, fu tra i primi giocatori della formazione di Glasgow allestita per partecipare alle neoistituite competizioni europee.
Con l'avvento di Premiership Rugby nell'organizzazione del campionato inglese, Logan fu ingaggiato dal Wasps a partire dalla stagione 1997-98.
Il 1999 fu la più soddisfacente stagione internazionale per Logan che, con la squadra scozzese, si aggiudicò il Cinque Nazioni sotto la guida di Jim Telfer, al 2023 più recente affermazione nel torneo della nazionale del Cardo; a fine anno la Scozia raggiunse i quarti di finale alla Coppa del Mondo in Galles, eliminata 30-18 dalla Nuova Zelanda al termine di un incontro in cui iscrisse 5 punti personali a referto.
Tra i titoli maggiori raggiunti con il London Wasps figurano due Premiership nel 2003 e nel 2004, parte di altrettanti double con, rispettivamente, la Challenge Cup e l'Heineken Cup.
Il 2004 fu anche l'ultima stagione di Logan negli Wasps; in quell'anno si trasferì al London Scottish con cui chiuse la carriera a 33 anni a fine stagione, suggellata da un invito dei Barbarians per giocare proprio contro un XV della Scozia.
Dopo il ritiro agonistico Kenny Logan, nel frattempo sposatosi con la conduttrice televisiva gallese Gabby Yorath, rivelò di essere affetto da una forma di dislessia che fu causa del suo abbandono scolastico, in quanto fino a trent'anni era quasi incapace di leggere e scrivere correttamente; dopo la rieducazione al linguaggio ha continuato gli studi e fondato una propria agenzia di marketing sportivo, Logan Sports Marketing.

## Palmarès
- Premiership: 2
London Wasps: 2002-03, 2003-04
- Campionati scozzesi: 1
Glasgow: 1995-96
- Coppe Anglo-Gallesi: 2
London Wasps: 1998-99, 1999-2000.
- Heineken Cup: 2
London Wasps: 2003-04
- Challenge Cup: 1
London Wasps: 2002-03.